# Clementia van Bourgondië
Clementia van Bourgondië (1078 - 1133) was regentes van de graafschappen Vlaanderen, Artesië en Zeeland tijdens de regering van haar eerste man Robrecht II en haar zoon Boudewijn VII. Zij was er regentes gedurende meer dan 20 jaar (1096-1119).
Haar tweede echtgenoot was Godfried I van Leuven, waardoor ze gemalin-gravin van Leuven en gemalin-hertogin van Neder-Lotharingen was (1125-1133).

## Levensloop

### Graafschap Bourgondië
Clementia was een van de 15 kinderen van graaf Willem I van Bourgondië en Stephania van Longwy-Metz. Zij groeide op in het Vrijgraafschap Bourgondië in het Rooms-Duitse Rijk, als telg van de regerende dynastie van Ivrea. Haar broer was paus Calixtus II. Circa 1090 huwde ze voor de eerste maal, met Robrecht, kroonprins van het Huis Vlaanderen. 

### Vlaanderen
Robrecht werd graaf van Vlaanderen, Artesië en Zeeland in 1093 en werd later bekend als Robrecht II van Jeruzalem. Van 1096 tot 1100 was Robrecht op kruistocht en had hij het bestuur van zijn graafschappen overgedragen aan Clementia. Robrecht gaf aan Clementia de eigendom van zowat één derde van het graafschap Vlaanderen in persoonlijk bezit. Zo behoorden vier Vlaamse kuststeden tot haar eigendom, onder andere Ieper. Ook na zijn terugkomst van de kruistocht bleven Clementia en Robrecht samen bestuurders.
Clementia was de sterke vrouw in het bestuur van Robrecht. Van haar zijn talrijke brieven bewaard, geschreven in het Latijn. Zij liet moerassen droog leggen, stimuleerde de vrijheden van Vlaamse steden (niet alleen haar steden) en sloeg een opstand in Brugge neer. Zij liet munten slaan met haar beeltenis. Clementia steunde de hervormingsbeweging van Cluny met stichting van nieuwe abdijen. Zij steunde de verkiezing van Jan I van Waasten tot bisschop van Terwaan, die overigens lang aan de macht zou blijven. Rond 1100 stichtte Clementia de abdij van Broekburg, op land rond de stad dat pas droog gelegd was; zij liet haar man talrijke gronden schenken aan de abdij. In 1110 sloot zij, in naam van haar man, een verdrag met koning Hendrik I van Engeland. Zij liet er zich betalen door de Engelsen om een tegenstander van koning Hendrik I uit te leveren.
In 1111 sneuvelde haar man. Haar oudste zoon, Boudewijn VII Hapkin, volgde hem op. Alhoewel Boudewijn meerderjarig was, bleef weduwe Clementia verder regentes. Dit gaf wrijving met haar zoon. Haar zoon zocht voortdurend de hulp van zijn neef, Karel van Denemarken. Clementia kwam tot een vergelijk met haar zoon, graaf Boudewijn, nadat deze financieel toezicht kreeg op haar eigendommen. Met Karel van Denemarken bleven de relaties slecht.
Graaf Boudewijn VII stierf kinderloos in 1119. Boudewijn had Karel van Denemarken tot opvolger aangeduid. Karel werd graaf van Vlaanderen en werd later bekend als Karel de Goede (grafelijk Huis Estridsen). Aan het regentschap van Clementia kwam thans abrupt een einde, en dit na meer dan 20 jaren bestuur. Zij organiseerde een opstand tegen graaf Karel, met behulp van Willem van Ieper, een neef van haar man. Haar opstand mislukte en zij verloor haar vier Vlaamse kuststeden.

### Neder-Lotharingen
In hetzelfde jaar 1119 huwde ze een tweede maal, met graaf Godfried I van Leuven van het Huis Reniers. Hij was hertog van Neder-Lotharingen, het latere hertogdom Brabant. Mogelijks wou ze met dit huwelijk graaf Karel van de troon stoten. Graaf Karel bleef evenwel op de Vlaamse troon. Clementia stierf in 1133, op een onbekende plaats.

## Nakomelingen
In haar eerste huwelijk met Robrecht II van Jeruzalem:
- Boudewijn VII van Vlaanderen (1093-1119)
- Willem van Vlaanderen (1094-1109)
- mogelijks nog andere kinderen, jong gestorven.

Clementia overleefde al haar kinderen.
Het tweede huwelijk met Godfried I van Leuven bleef kinderloos.

## Voorouders
| Voorouders van Clementia van Bourgondië (1078-1133) | Voorouders van Clementia van Bourgondië (1078-1133)                      | Voorouders van Clementia van Bourgondië (1078-1133)                      | Voorouders van Clementia van Bourgondië (1078-1133)                       | Voorouders van Clementia van Bourgondië (1078-1133)                       | Voorouders van Clementia van Bourgondië (1078-1133)                | Voorouders van Clementia van Bourgondië (1078-1133)                | Voorouders van Clementia van Bourgondië (1078-1133)                | Voorouders van Clementia van Bourgondië (1078-1133)                |
| --------------------------------------------------- | ------------------------------------------------------------------------ | ------------------------------------------------------------------------ | ------------------------------------------------------------------------- | ------------------------------------------------------------------------- | ------------------------------------------------------------------ | ------------------------------------------------------------------ | ------------------------------------------------------------------ | ------------------------------------------------------------------ |
| Overgrootouders                                     | Otto Willem van Bourgondië (962-1026) ∞ Ermentrudis van Roucy (959-1004) | Otto Willem van Bourgondië (962-1026) ∞ Ermentrudis van Roucy (959-1004) | Richard II van Normandië (963–1026) ∞ 1000 Judith van Bretagne (982-1017) | Richard II van Normandië (963–1026) ∞ 1000 Judith van Bretagne (982-1017) | ? (-) ∞ ? (-)                                                      | ? (-) ∞ ? (-)                                                      | ? (-) ∞ ? (-)                                                      | ? (-) ∞ ? (-)                                                      |
| Grootouders                                         | Reinoud I van Bourgondië (986-1057) ∞ Adelheid van Normandië (1005-1038) | Reinoud I van Bourgondië (986-1057) ∞ Adelheid van Normandië (1005-1038) | Reinoud I van Bourgondië (986-1057) ∞ Adelheid van Normandië (1005-1038)  | Reinoud I van Bourgondië (986-1057) ∞ Adelheid van Normandië (1005-1038)  | ? (-) ∞ ? (-)                                                      | ? (-) ∞ ? (-)                                                      | ? (-) ∞ ? (-)                                                      | ? (-) ∞ ? (-)                                                      |
| Ouders                                              | Willem I van Bourgondië (986-1057) ∞ Stephania van Longwy-Metz (-)       | Willem I van Bourgondië (986-1057) ∞ Stephania van Longwy-Metz (-)       | Willem I van Bourgondië (986-1057) ∞ Stephania van Longwy-Metz (-)        | Willem I van Bourgondië (986-1057) ∞ Stephania van Longwy-Metz (-)        | Willem I van Bourgondië (986-1057) ∞ Stephania van Longwy-Metz (-) | Willem I van Bourgondië (986-1057) ∞ Stephania van Longwy-Metz (-) | Willem I van Bourgondië (986-1057) ∞ Stephania van Longwy-Metz (-) | Willem I van Bourgondië (986-1057) ∞ Stephania van Longwy-Metz (-) |

- Nederlandse Thesaurus van Auteursnamen: 375442618
- Virtual International Authority File: 309901453